# 大柿町飛渡瀬
大柿町飛渡瀬（おおがきちょうひとのせ）は、江田島市の大字。
ゆめタウン江田島があり、江田島市の交通拠点の1つとなっている。

## 地理
能美島の東部、江田島湾の南に位置する。江田島と地続きになっている土地にあり、東で江田島町江南に接する。南で大柿町柿浦、大柿町小古江に、西で能美町中町、能美町鹿川に接する。

## 歴史
飛渡瀬という地名は能美島と江田島の間にあった瀬戸に由来するとされる。
1889年の町村制施行により佐伯郡飛渡瀬村が成立した。
1954年に大柿町、深江村と合併して大柿町大字飛渡瀬となった。
2004年に大柿町外3町が合併して江田島市が誕生した。大柿町大字飛渡瀬は江田島市大柿町飛渡瀬に引き継がれた。

## 教育
江田島市立江田島小学校（江田島町中央）および江田島市立江田島中学校（江田島町小用）の校区内である。
かつて飛渡瀬小学校が存在したが、江田島市の学校再編によって2012年に江田島小学校に統合された。

## 交通

### 道路
江田島町鷲部から柿浦に向けて広島県道44号江田島大柿線が通る。
江田島大柿線との交点から能美町中町方面に向けて広島県道36号高田沖美江田島線が通る。また、江田島町秋月に向けて広島県道299号秋月飛渡瀬線が通じている。

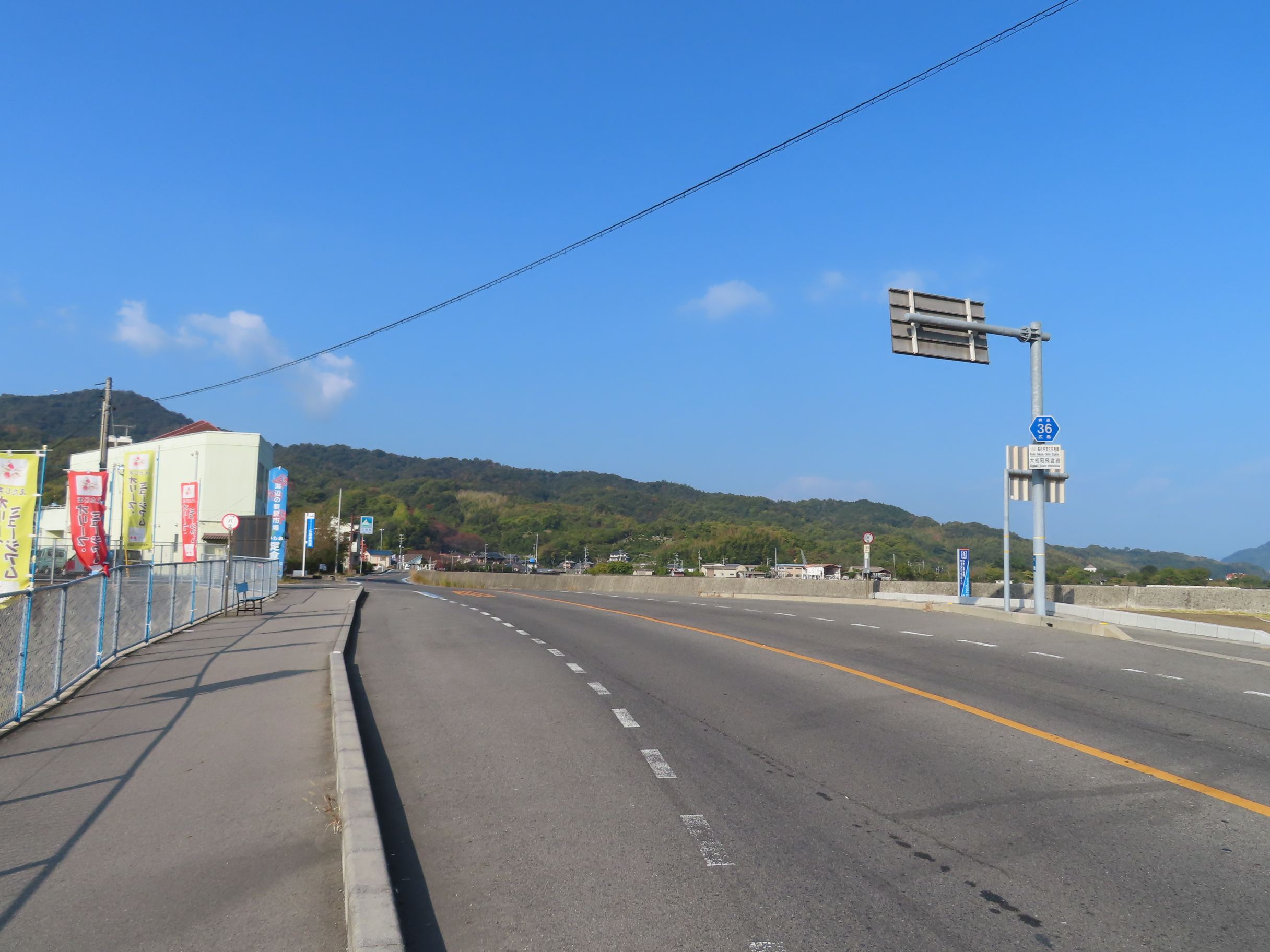
高田沖美江田島線終点付近
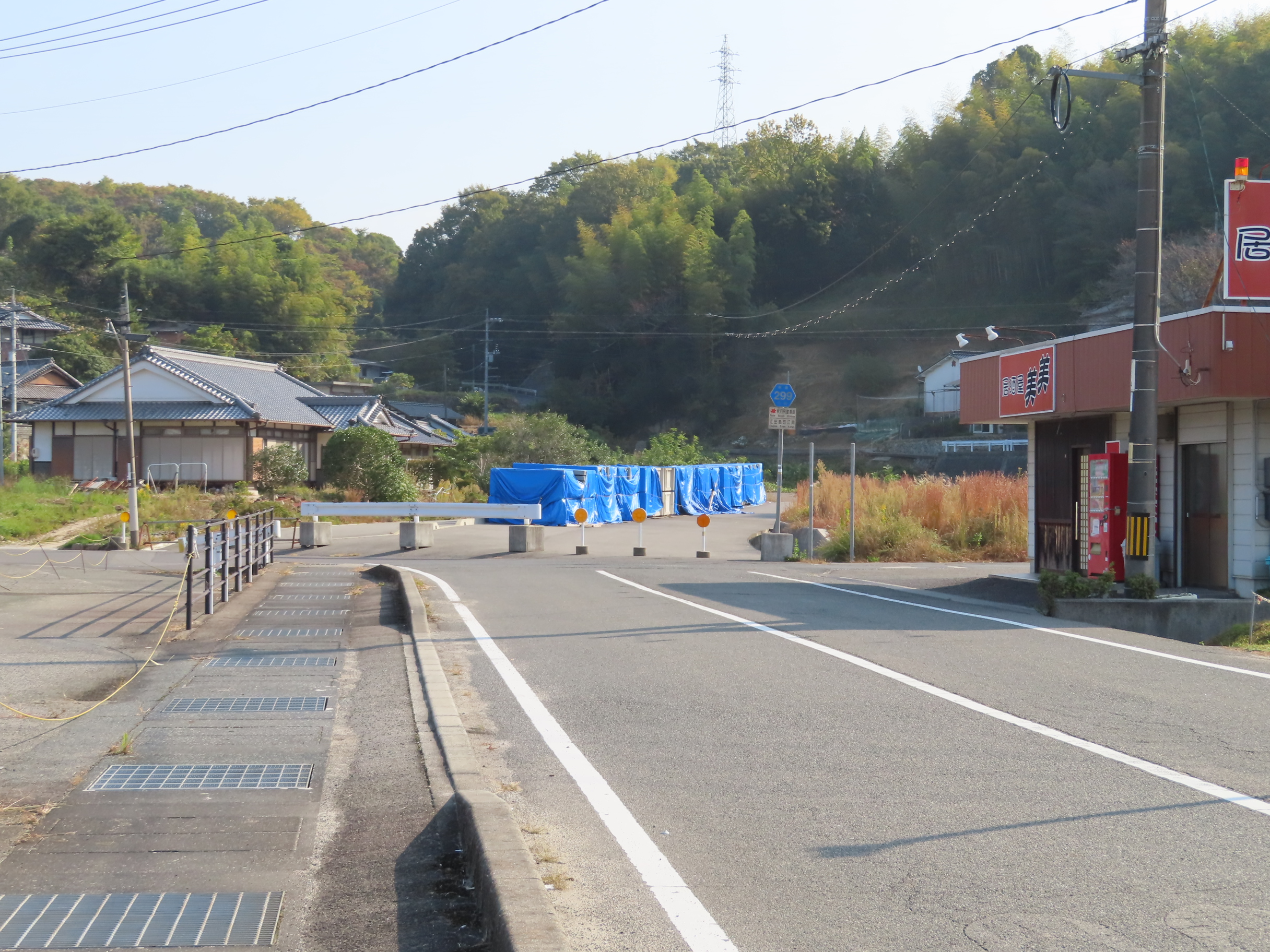
秋月飛渡瀬線終点付近

### 公共交通
ゆめタウン江田島に江田島バスの中継ターミナルゆめタウン前停留所があり、江田島市内を結ぶ路線が発着する。2019年には江田島バスの本社が中継ターミナルゆめタウン前停留所の向かい側、飛渡瀬保育園跡に移転した。

## 産業

### 商業
江田島町江南との境界付近を通る江田島大柿線沿いにロードサイドショップが出店している。
1992年にはイズミがゆめタウン江能（現：ゆめタウン江田島）を出店した。

## 参考資料
- 藤岡徳次郎 編『佐伯郡制誌』佐伯郡地方振興財団、1929年3月30日。NDLJP:1241536。
- 江田島町 編『江田島町史』江田島町、1982年3月20日。NDLJP:9774000。
- 「確認された合併協定項目」『明日へのかけはし』第20号、江田島町・能美町・沖美町・大柿町合併協議会、2004年6月。2022年7月30日閲覧。